# Никандр (Паливос)
Митрополи́т Ника́ндр (греч. Μητροπολίτης Νίκανδρος, в миру Нико́лаос Паливо́с, греч. Νικόλαος Παλυβός; род. 1947, Стира) — архиерей Константинопольской православной церкви, митрополит Иринупольский (с 2019).

## Биография
Родился в 1947 году в Стире в южной части острова Эвбея в Греции.
В 1974 году окончил богословский факультет Афинского университета. Также в течение трёх лет учился на юридическом факультете того же университета.
1 января 1969 года рукоположен в сан диакона, а 1 января 1970 года — в сан иерея. Служил приходским священником в Каристийской митрополии, а с 1974 года — также протосингелом епархии.
В 1989 году перевёлся в Новосмирнскую митрополию, где был назначен настоятелем Александровского храма в Палеон-Фалироне в Южных Афинах. архиерейским епитропом и секретарём епархии. Также в течение 18 лет беспрерывно преподавал Закон Божий в школах.
В сентябре 2000 года получил канонический отпуст из Новосмирнской митрополии и перешёл в клир Австралийской архиепископии Константинопольского патриархата. С 1 октября того года служил настоятелем Иоанновского храма в Карлтоне, близ Мельбурна (Австралия).
5 декабря 2000 года был избран, а 25 февраля 2001 года в Перте рукоположен в епископа Дорилейского, викария Австралийской архиепископии.
Был назначен окормлять V округ архиепископии — то есть Западную Австралию, с центром в Перте, куда он прибыл 2 марта того же года.
26 июня 2002 года ему был также вверен III округ архиепископии — Южная Австралия и Северная территория, с центром в Аделаиде с сохранением попечения над V округом.
3 октября 2019 года решением Священного Синода Константинопольской православной церкви избран митрополитом Иринопольским.